# Andreas Rüsing

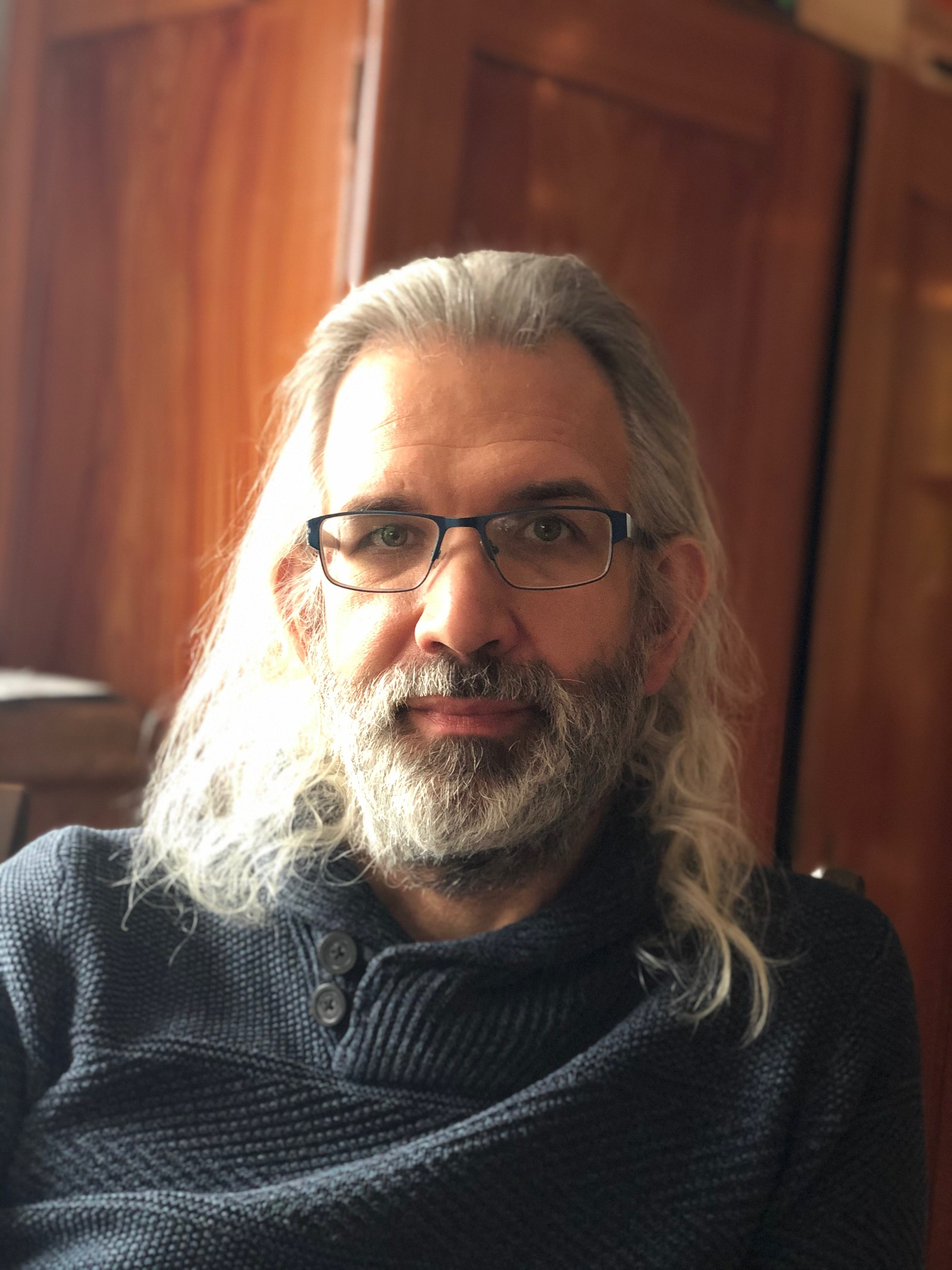
Andreas Rüsing

Andreas Rüsing (* 27. April 1973 in Hilden) ist ein deutscher Pianist, Komponist und Dirigent.

## Leben und Wirken
Rüsing absolvierte ein Studium der Musikwissenschaften an der Universität Regensburg. Seit 2001 ist er als Kantor in Nürnberg tätig, zunächst an St. Markus, danach an der Emmauskirche, wo er auch bis 2017 den Gospelchor Gospeltrain leitete. Seit einigen Jahren (Stand 2025) ist er Kantor an der Evangelisch-Lutherischen Kirchengemeinde Nürnberg-Zerzabelshof.
Zudem wirkt er als Klavierbegleiter, als Korrepetitor bei Musical-Produktionen und bei der Aufführung klassischer Opern, als Chorleiter sowie als Komponist und Librettist eigener Bühnenwerke.
Rüsing begann bereits in der Kindheit mit dem Komponieren. 1986 wurde seine Theatermusik zu Die Verschwörung des Fiesco zu Genua unter eigener Leitung aufgeführt. Ein Schwerpunkt seiner Arbeit liegt auf der Erforschung alternativer Tonsysteme und ihrer praktischen Anwendung in der Musikpraxis. Es gehört zu seinen Schwerpunkten, populäre Genres (wie Musical) mit reinen Stimmungen zu verbinden. 2018 organisierte er mit der Konzertreihe „Klingendes Denkmal“ die die Vielfalt der Musik außerhalb der Temperierten Stimmung zu Gehör brachte. Außerdem entwickelt er unter dem Namen Notation-A eine eigene Notation, die umfassender und logischer als die konventionelle Notenschrift sein soll.

## Werke (Auswahl)
- Die Verschwörung des Fiesco zu Genua. Von Friedrich Schiller. Bühnenmusik Andreas Rüsing. Uraufführung 1987 in München
- Die Apokalypse des Johannes. Ein Oratorium von Andreas Rüsing. Uraufführung in Auszügen 1988 in Paris
- Josia – Missa Nova 2005. Ein Oratorium. Musik: Andreas Rüsing, Text: Walter Lupp Uraufführung 2005 in Nürnberg
- Die Emmausjünger. Ein Musical. Musik Andreas Rüsing, Text Walter Lupp.  Uraufführung 22. Juli 2006 in  Nürnberg
- Der Kristall. Ein Fantasiemusical für Jugendliche. Uraufführung 4. November 2006 in Nürnberg
- Krabat. Von Tobias Richter. Bühnenmusik von Andreas Rüsing. Uraufführung 2006 in Wetzikon (Schweiz)
- Drei Fragen. Von einem unbekannten Autor. Bühnenmusik von Andreas Rüsing. Uraufführung 2009 in Wetzikon (Schweiz)
- Christa. Das Musical. Eine Nürnberger Weihnachtsgeschichte. Musik und Libretto Andreas Rüsing. Uraufführung 24. November 2011 in Nürnberg[8]
- PanNai. Das Musical mit dem Kland der Panflöte. Musik und Libretto Andreas Rüsing. Uraufführung 4. Dezember 2013 in Nürnberg[9]
- Sieben Worte. Eine Musicalische Meditation. Musik: Andreas Rüsing, Text: Walter Lupp. Uraufführung 18. April 2014 in Nürnberg
- Norika. Das Nürnberger Weihnachtsmusical. Musik: Andreas Rüsing, Libretto Werner Müller. Uraufführung 29. November 2014 in Nürnberg[10]
- Der Kaiser und die Gauklerin. Ein weihnachtliches Mittelalter-Musical. Musik: Andreas Rüsing, Libretto Werner Müller. Uraufführung November 2016 in Nürnberg[11]
- Jetzt ich deutsch. Musical von Andreas Rüsing für drei Frauen. Dramaturgische Überarbeitung und Regie: Jan Burdinski, Uraufführung 2016 in Nürnberg[11]
- Seelenhändler. Musik: Andreas Rüsing, Libretto Joachim Quirin und Ulrich Spieß. Uraufführung 1. Dezember 2018 in Nürnberg[12]
- Liedermesse für gemischten Chor, Violine, Klavier und Solisten. Text und Musik: Andreas Rüsing, Uraufführung in dieser Besetzung 2019 in Nürnberg
- Jetzt ist die Zeit für Frieden Oratorium für Chor, vier Solisten, Posaunenchor, Flöte, Cello, Klavier, Bass und Schlagzeug. Text und Musik: Andreas Rüsing. Uraufführung in dieser Besetzung 2023 in Nürnberg
- Gesang der Engel, improvisierte Kompositionen zu Jacob Böhme. Für Obertongesang, Cello und harmonikales E-Piano. Uraufführung 2024 in Pappenheim

## Diskografie
- Lichtspiele. Improvisationen am Obertonklavier (Otter Records; 1999)
- Schuberts Schwanengesang (Otter Records; 2004)
- Ellipsen. Improvisationen am Obertonklavier (Otter Records; 2006)
- Talismane. Musik in Naturtonstimmung. Gruppe Tongestalt. Andreas Rüsing, Gitti Rüsing, Frank Wendeberg (Otter Records; 2007)
- Sous le ciel de Paris. Französische Chansons. Mit Dany Tollemer, Gesang; Andreas Rüsing, Klavier (Otter Records; 2008)
- Goethes West-östlicher Divan. Vertont von Tongestalt. Mit Andreas Rüsing, Gitti Rüsing, Frank Wendeberg (Otter Records; 2010)
- Gospeltrain – Gospels and more (Otter Records; 2011)
- Jon Raphael – Pantastinationen (Otter Records; 2011)
- Christa (Otter Records; 2011)
- Mensch ändere dich nicht! – Lutz Backes (Otter Records; 2013)
- Les Lilas – Dany Tollemer (Otter Records; 2013)
- Lieblingslieder – Lieblingsmänner, Julia Kempken (Xolo CD; 2014)[13]